# Български буквар (Бусилин)
„Български буквар“ е буквар, написан през 1844 г. от възрожденския педагог, фолклорист, психолог и историк Георги Бусилин. Букварът е предвиден да обслужва нуждите на началното обучение на децата, повечето от които дотогава е трябвало да започват образованието си с буквари на руски език. С него се слага начало на школското четиво, което по-късно прераства в детска литература.
Букварът представлява книга от 117 страници, отпечатана в Москва във внушителния за онези времена тираж от 3500 екземпляра и раздадена „в дар учащимся юнашам в Болгарии“.
Написан да задоволява нарасналите изисквания на народното образование, букварът се отличава с новаторски дух. Възприетата азбучна система от 30 букви, предадена за първи път с граждански шрифт, е почти като сегашната. Характеризира се с опростения си фонетичен правопис, в който личи родопското влияние от Батак до Лозенград („омацан“, „лятуска“, „пералькя“ и т.н.). Според Бусилин точно тези особености на говора изразяват най-добре приемствеността между старобългарския и новобългарския период в развитието на езика.
Материалът е изложен в стройна последователна система. Първата част на буквара въвежда буквите, сричките, думите, словосъчетанията и изреченията, както и съдържа упражнения по четене. Втората част включва разнообразен материал: нравоучителни басни на Езоп, народни песни (хайдушки, гурбетчийски, любовни) от сбирките на Юрий Венелин и Вук Караджич, някои народни приказки и кратки разкази. Букварът завършва с поучителни слова, възпитаващи децата в дух на родолюбие.